# Cinaps TV
Cinaps TV est une ancienne chaîne de télévision française, consacrée à la culture et à la connaissance. Elle était notamment disponible sur la TNT en Île-de-France.

## Histoire de la chaîne
Un regroupement de scientifiques et d’artistes décide d’inventer une télévision dont l’objectif est de transmettre du savoir et de cultiver la curiosité.
En 2008, Cinaps TV bénéficie d’une autorisation pour émettre 28 heures et 30 minutes par semaine sur le canal 21 de la TNT en Île-de-France.
Devant le manque de soutiens financiers pour la prise en charge du coût de diffusion sur la TNT en Île-de-France, Cinaps TV n'a pas répondu à l'audition pour la reconduction de l'autorisation de diffusion sur la télévision numérique sollicitée par  le CSA à partir du 20 mars 2018, soit dix ans après sa création.
Depuis cette même date, Cinaps TV est devenue un magazine culturel, diffusé régulièrement sur la chaîne Demain ! IDF.

Notez que depuis son lancement, le site est toujours accessible, même si la chaîne est en arrêt. 

## Dirigeants
Président :
- Romain Philippe Pomedio, maître de conférences à l'Université de Paris VIII, initiateur de structures de soins destinées aux personnes autistes, producteur et réalisateur de documentaires pour la télévision et le CNRS.

Directeur :
- Lenny Pomedio

Secrétaire :
- Patricia Gil-Crapis

## Animateurs
- Didier Lockwood (Musicien compositeur Violoniste, vice-président du Haut Conseil de l'éducation artistique et culturelle),
- Étienne Klein (Physicien),
- Antoine Spire (Universitaire, journaliste et écrivain, producteur et animateur pendant plus de vingt ans sur France Culture, producteurs des « grands entretiens » sur France 2),
- Michel Jonasz (Auteur-compositeur, chanteur et acteur),
- Howard Buten (Psychologue, clown, écrivain "Quand j'avais cinq ans, je m'ai tué"),
- Claude Cohen-Tannoudji (Prix Nobel de physique),
- Dick Annegarn (Poète, auteur compositeur interprète, fondateur du festival du verbe),
- Francis Lockwood (Compositeur, pianiste),
- Jean-Robert Pitte (Vice-président de la Société de Géographie),
- Marc Lacombe alias Marcus (Journaliste spécialisé des jeux vidéo),
- Henri Guybet (Comédien et humoriste, cofondateur du Café de la Gare),
- Alain Gouiffes (Psychiatre),
- Jean-Claude Deret (Auteur de série télévisée Thierry la Fronde).

## Les parrains
- Edgar Morin (Philosophe),
- Julia Kristeva (Linguiste),
- Maurice Godelier (Anthropologue),
- Pierre Tambourin (Généticien),
- Daniel Mesguich (Metteur en scène),
- Hélène Carrère d'Encausse (Secrétaire perpétuel de l'Académie française),
- Christian Baudelot (Sociologue),
- Élisabeth Roudinesco (Psychanalyste),
- François Jullien (Philosophe),
- Geneviève Fraisse (Philosophe),
- Georges Vigarello (Historien),
- Jean-Paul Kauffmann (Journaliste),
- Julie Brochen (Metteur en scène),
- Marie Balmary (Psychanalyste),
- Mireille Delmas-Marty (Juriste),
- Alain Berthoz (Neurophysiologiste),
- Antoine Compagnon (Écrivain).

## Diffusion
Cinaps TV était diffusée sur le canal 31 de la TNT en Île-de-France, et partageait ce canal avec les chaînes Demain ! IDF et Télé Bocal. Elle était également disponible sur le câble et en IPTV.